# آبا شمال
آبا شمال (به لاتین: Aba North) یک سکونتگاه مسکونی در نیجریه با جمعیت ۱۰۷٬۴۸۸ نفر که در سال ۲۰۰۶ سرشماری شده‌است، می‌باشد که در اراضی ابیا واقع شده‌است. کد پستی این شهر ۴۵۰ می‌باشد.